# Aeropuerto de Tamanrasset - Aguenar - Hadj Bey Akhamok
El Aeropuerto de Tamanrasset - Aguenar - Hadj Bey Akhamok (en francés: Aéroport de Tamanrasset / Aguenar – Hadj Bey Akhamok), (IATA: TMR, OACI: DAAT) también conocido como Aeropuerto de Aguenar o Aeropuerto de Tamanrasset, es un aeropuerto que sirve a la ciudad de  Tamanrasset, ubicada en la provincia de Tamanrasset, en el sur de Argelia. Está ubicado a 3.6 millas náuticas  (6.7 kilómetros) al noroeste de la ciudad.
El aeropuerto era un sitio de aterrizaje alternativo para el transbordador espacial de NASA, y ha sido utilizado como parte de operaciones militares estadounidenses.
A mediados de los años 2000, se le hicieron mejoras al aeropuerto para que pudiera servir como base militar, con 10 refugios reforzados para aviones, plataformas, alojamiento para el personal y otras instalaciones.

## Aerolíneas y destinos
| Aerolíneas       | Destinos                                                                       |
| ---------------- | ------------------------------------------------------------------------------ |
| Air Algérie      | Argel, Bordj Badji Mokhtar, El Menia, Gardaya, Illizi, In Salah, Oran, Ouargla |
| Tassili Airlines | Argel, In Salah                                                                |

## Estadísticas
| Año | Pasajeros | Cambio con respecto al año anterior | Número de vuelos | Cambio con respecto al año anterior | Operaciones de carga (toneladas métricas) | Cambio con respecto al año anterior |
| --- | --------- | ----------------------------------- | ---------------- | ----------------------------------- | ----------------------------------------- | ----------------------------------- |
| 2005 | 57 601    | 24.58 %                             | 2474             | 23.99 %                             | 151                                       | 50.97 %                             |
| 2006 | 55 826    | 3.08 %                              | 2729             | 10.31 %                             | 182                                       | 20.53 %                             |
| 2007 | 49 838    | 10.73 %                             | 2647             | 3.00 %                              | 194                                       | 6.59 %                              |
| 2008 | 59 116    | 18.62 %                             | 2593             | 2.04 %                              | 151                                       | 22.16 %                             |
| 2009 | 67 770    | 14.64 %                             | 2496             | 3.74 %                              | 141                                       | 6.62 %                              |
| 2010 | 70 515    | 4.05 %                              | 2402             | 3.77 %                              | 149                                       | 5.67 %                              |
| Fuente: Consejo de Aeropuertos Internacional. Informes de Tráfico de Aeropuerto mundiales (años 2005, 2006, 2007, 2009 y 2010) |           |                                     |                  |                                     |                                           |                                     |

## Incidentes y accidentes
- El 8 de febrero de 1978, un Douglas C-49J con matrícula N189UM de Aero Service Corporation sufrió daños irreparables en un accidente al aterrizar en Tamanrasset.[16]
- El 18 de septiembre de 1994, un avión chárter de Oriental Airlines que regresaba con el equipo de fútbol nigeriano Heartland Football Club de los cuartos de final en la Copa CAF contra el Esperance de Túnez chocó mientras aterrizaba en el aeropuerto, matando a tres miembros de la tripulación y a dos pasajeros, el defensor Aimola Omale y el portero Uche Ikeogu.[17][18]
- El 6 de marzo de 2003, el vuelo 6289 de Air Algerie chocó a las 3:45 p. m. hora local (14:45 GMT). El vuelo estaba despegando de Tamanrasset con dirección a Argel con la copiloto actuando como piloto al mando. A una altura de 78 pies y una velocidad de 158 nudos, el motor 1 falló. El capitán tomó el control. La copiloto preguntó si debía levantar el tren de aterrizaje, pero el capitán no respondió. El Boeing 737-200 perdió velocidad, entró en pérdida y se estrelló en terreno pedregoso aproximadamente a 1600 m (metros) de la pista. El accidente fue causado por la pérdida de un motor durante una fase crítica del vuelo, el no levantar el tren de aterrizaje después del fallo del motor, y el capitán tomando el control sin haber identificado el problema. Hubo 102 muertos y un superviviente.[19]